# Maruia (Neuseeland)
Maruia ist eine kleine weitverzweigte Siedlung im Buller District der Region West Coast auf der Südinsel von Neuseeland.

## Geographie
Die Siedlung befindet sich im Tal des Maruia River, rund 30 km östlich von Reefton. Westlich des Tals erheben sich die bis zu 1749 m hohen Victoria Range. Durch das Tal und die Siedlung führt der New Zealand State Highway 65, der rund 16 km südlich in Springs Junction auf den New Zealand State Highway 7 trifft.

## Wirtschaft
Die Siedlung lebt von der Landwirtschaft und Milchviehhaltung.

## Bildung
In der Siedlung gibt es eine kleine koedukative Grundschule für die 1. bis 8. Klasse. Die Schule hatte 22 Schüler im Jahr 2015.